# Leptolalax tamdil
Espèce
Leptolalax tamdil est une espèce d'amphibiens de la famille des Megophryidae.

## Systématique
L'espèce Leptolalax tamdil a été décrite en 2010 par les herpétologistes indiens Saibal Sengupta (d), Saipari Sailo (d), H. T. Lalremsanga (d), Abhijit Das (d) et Indraneil Das.

## Répartition
Cette espèce est endémique de l'État du Mizoram dans le Nord-Est de l'Inde. Elle se rencontre à environ 745 m d'altitude.

## Étymologie
Cette espèce est nommée en référence au lieu de sa découverte, les environs du lac Tam Dil (d), une zone humide dans l'État du Mizoram.

## Publication originale
- (en) Saibal Sengupta, Saipari Sailo, H. T. Lalremsanga, Abhijit Das et Indraneil Das, « A new species of Leptolalax (Anura: Megophryidae) from Mizoram, North-eastern India », Zootaxa, Magnolia Press (d), vol. 2406, no 1,‎ 23 mars 2010, p. 57-68 (ISSN 1175-5334 et 1175-5326, OCLC 49030618, DOI 10.11646/ZOOTAXA.2406.1.3, lire en ligne).